# Жаркі-Летнисько
Жаркі-Летнисько (пол. Żarki-Letnisko) — село в Польщі, у гміні Порай Мишковського повіту Сілезького воєводства.
Населення — 2499 осіб (2011).
У 1975-1998 роках село належало до Ченстоховського воєводства.

## Демографія
Демографічна структура станом на 31 березня 2011 року:
|          | Загалом | Допрацездатний вік | Працездатний вік | Постпрацездатний вік |
| -------- | ------- | ------------------ | ---------------- | -------------------- |
| Чоловіки | 1234    | 214                | 843              | 177                  |
| Жінки    | 1265    | 176                | 755              | 334                  |
| Разом    | 2499    | 390                | 1598             | 511                  |